# Roiffé
Roiffé és un municipi francès situat al departament de la Viena i a la regió de la Nova Aquitània. L'any 2007 tenia 668 habitants.

## Demografia

### Població
El 2007 la població de fet de Roiffé era de 668 persones. Hi havia 259 famílies de les quals 80 eren unipersonals (20 homes vivint sols i 60 dones vivint soles), 68 parelles sense fills, 95 parelles amb fills i 16 famílies monoparentals amb fills.
La població ha evolucionat segons el següent gràfic:
Habitants censats

### Habitatges
El 2007 hi havia 315 habitatges, 270 eren l'habitatge principal de la família, 30 eren segones residències i 15 estaven desocupats. 305 eren cases i 7 eren apartaments. Dels 270 habitatges principals, 185 estaven ocupats pels seus propietaris, 76 estaven llogats i ocupats pels llogaters i 9 estaven cedits a títol gratuït; 3 tenien una cambra, 9 en tenien dues, 53 en tenien tres, 85 en tenien quatre i 120 en tenien cinc o més. 208 habitatges disposaven pel capbaix d'una plaça de pàrquing. A 113 habitatges hi havia un automòbil i a 131 n'hi havia dos o més.

### Piràmide de població
La piràmide de població per edats i sexe el 2009 era:
| Homes | Edats   | Dones |
| ----- | ------- | ----- |
| 0     | 95 o +  | 0     |
| 0     | 90 a 94 | 0     |
| 4     | 85 a 89 | 8     |
| 8     | 80 a 84 | 16    |
| 8     | 75 a 79 | 16    |
| 4     | 70 a 74 | 12    |
| 24    | 65 a 69 | 4     |
| 4     | 60 a 64 | 16    |
| 8     | 55 a 59 | 8     |
| 24    | 50 a 54 | 28    |
| 28    | 45 a 49 | 28    |
| 16    | 40 a 44 | 12    |
| 32    | 35 a 39 | 40    |
| 8     | 30 a 34 | 12    |
| 24    | 25 a 29 | 16    |
| 20    | 20 a 24 | 24    |
| 24    | 15 a 19 | 32    |
| 36    | 10 a 14 | 44    |
| 20    | 5 a 9   | 8     |
| 20    | 0 a 4   | 28    |

## Economia
El 2007 la població en edat de treballar era de 434 persones, 338 eren actives i 96 eren inactives. De les 338 persones actives 299 estaven ocupades (173 homes i 126 dones) i 39 estaven aturades (11 homes i 28 dones). De les 96 persones inactives 24 estaven jubilades, 36 estaven estudiant i 36 estaven classificades com a «altres inactius».

### Ingressos
El 2009 a Roiffé hi havia 280 unitats fiscals que integraven 699 persones, la mediana anual d'ingressos fiscals per persona era de 15.984 €.

### Activitats econòmiques
Dels 18 establiments que hi havia el 2007, 1 era d'una empresa alimentària, 5 d'empreses de construcció, 2 d'empreses de comerç i reparació d'automòbils, 1 d'una empresa de transport, 4 d'empreses d'hostatgeria i restauració, 1 d'una empresa financera, 1 d'una empresa de serveis i 3 d'empreses classificades com a «altres activitats de serveis».
Dels 7 establiments de servei als particulars que hi havia el 2009, 1 era una oficina de correu, 1 funerària, 1 fusteria, 1 lampisteria, 1 perruqueria i 2 restaurants.
L'únic establiment comercial que hi havia el 2009 era una botiga de menys de 120 m².
L'any 2000 a Roiffé hi havia 19 explotacions agrícoles que ocupaven un total de 770 hectàrees.

## Equipaments sanitaris i escolars
El 2009 hi havia una escola elemental integrada dins d'un grup escolar amb les comunes properes formant una escola dispersa.

## Poblacions més properes
El següent diagrama mostra les poblacions més properes.